# 大伊木山西古墳
大伊木山西古墳（おおいぎやまにしこふん）は、岐阜県各務原市鵜沼大伊木町にある円墳。築造は古墳時代後期（6世紀後半～7世紀初頭）。

## 概要
- 墳形 : 円墳
- 規模
  - 全長 : 直径18m
  - 高さ : 3.5m
  - 石室 : 横穴式石室（奥行き3.35m、幅2.3m、高さ2.3m）

## 文化財

### 各務原市指定文化財
- 史跡
  - 大伊木山西古墳 - 2012年（平成24年）3月30日指定

## 現地情報
所在地
- 岐阜県各務原市鵜沼大伊木町2丁目162-1
- 岐阜県道芋島鵜沼線南側に古墳がある。

交通アクセス
- 自動車：岐阜県道芋島鵜沼線・朝日町南交差点より東へ向かい、旧バス停に停車。
- 鉄道：JR高山本線または名古屋鉄道各務原線 名電各務原駅より徒歩約40分

関連施設
- 各務原市埋蔵文化財調査センター（各務原市那加門前町3丁目1-3　中央図書館3階） - 大伊木山西古墳出土品を保管。

周辺
- 大牧一号古墳 - 各務原市指定史跡。大牧古墳群で唯一完全に現存する古墳。
- ふな塚古墳 - 大牧古墳群に所属する古墳。